# Campeonato de los Cuatro Continentes de Patinaje Artístico sobre Hielo de 1999
El I Campeonato de los Cuatro Continentes de Patinaje Artístico sobre Hielo se realizó en Halifax (Canadá) entre el 24 y el 28 de febrero de 1999. Fue organizado por la Unión Internacional de Patinaje sobre Hielo (ISU) y la Asociación Canadiense de Patinaje sobre Hielo.

## Resultados

### Masculino
| Puesto | Nombre        | País   |
| ------ | ------------- | ------ |
| Oro    | Takeshi Honda | Japón  |
| Plata  | Chengjiang Li | China  |
| Bronce | Elvis Stojko  | Canadá |

### Femenino
| Puesto | Nombre           | País           |
| ------ | ---------------- | -------------- |
| Oro    | Tatiana Malinina | Uzbekistán     |
| Plata  | Amber Corwin     | Estados Unidos |
| Bronce | Angela Nikodinov | Estados Unidos |

### Parejas
| Puesto | Nombre                             | País           |
| ------ | ---------------------------------- | -------------- |
| Oro    | Xue Shen / Hongbo Zhao             | China          |
| Plata  | Kristy Sargeant / Kris Wirtz       | Canadá         |
| Bronce | Danielle Hartsell / Steve Hartsell | Estados Unidos |

### Danza en hielo
| Puesto | Nombre                           | País           | Puntos |
| ------ | -------------------------------- | -------------- | ------ |
| Oro    | Shae Lynn Bourne / Victor Kraatz | Canadá         |        |
| Plata  | Chantal Lefevbre / Michel Brunet | Canadá         |        |
| Bronce | Naomi Lang / Peter Tchernyshev   | Estados Unidos |        |

## Medallero
| Núm. | País           | Oro | Plata | Bronce | Total |
| ---- | -------------- | --- | ----- | ------ | ----- |
| 1    | Canadá         | 1   | 2     | 1      | 4     |
| 2    | China          | 1   | 1     | 0      | 2     |
| 3    | Japón          | 1   | 0     | 0      | 1     |
| 3    | Uzbekistán     | 1   | 0     | 0      | 1     |
| 5    | Estados Unidos | 0   | 1     | 3      | 4     |

- Datos: Q1944363